# Dżubb Abjad
Dżubb Abjad (arab. جب أبيض) – wieś w Syrii, w muhafazie Aleppo, w dystrykcie Manbidż. W 2004 roku liczyła 358 mieszkańców.